# Louis-Marie de Panetier
Louis Marie de Panetier fue un político francés del siglo XVIII.

## Biografía
Louis Marie de Panetier, conde de Miglos y de Montgrenier, señor de Villeneuve, fue diputado por la nobleza en los Estados Generales de 1789 por el vizcondado de Couserans. Estuvo entre los partidarios del Antiguo Régimen y dejó de asistir a las sesiones el 17 de junio de 1790.  Se conservan tres documentos de la asamblea al respecto, incluida una protesta durante la reunión de 1 de julio de 1789.
Creó una legión contrarrevolucionaria de unos 400 hombres que lucharon desde España durante la Guerra del Rosellón, primero en las filas del general Antonio Ricardos, luego autonomamente tomarán las localidades rosellonesas de Montbolo y Saint-Marsal. Murió en enero de 1794.